# Donáth Lili
Donáth Lili Donáth Lilly (Budapest, 1906. május 30. – Budapest, 1971. szeptember 15.) magyar színésznő. Az Állami Déryné Színház alapító tagja.

## Életpályája
Műkedvelőként a Csepeli Munkásotthon színjátszó csoportjában kezdett a színészettel foglalkozni, 24 évig itt szerepelt. 1951-ben szerződtette az Állami Faluszínház, illetve a jogutód Állami Déryné Színház, amelynek egyik alapító tagja volt. 1966-ig, nyugdíjba vonulásáig a társulat színésznője volt. Főleg karakterszerepeket alakított.

## Fontosabb színházi szerepei

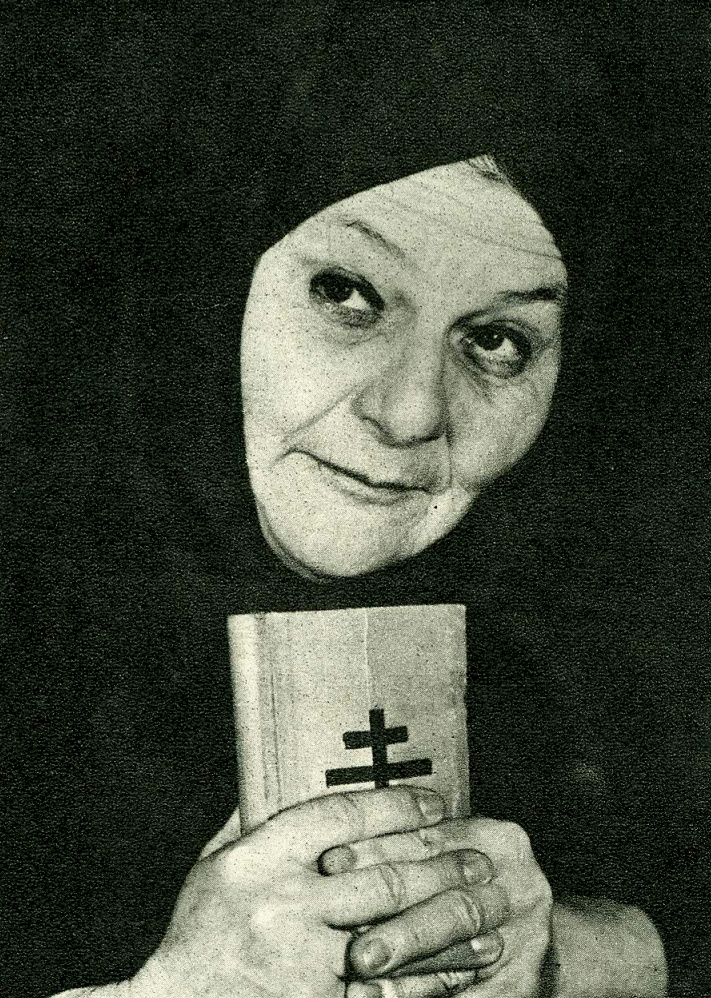
Feklusa zarándoknő szerepében Osztrovszkij Vihar című drámájában (Állami Déryné Színház)

- Friedrich Schiller: Ármány és szerelem... Millerné
- Federico García Lorca: Bernarda Alba háza... Poncia
- Honoré de Balzac: Grandet kisasszony... Nanon
- Alekszandr Nyikolajevics Osztrovszkij: Vihar... Feklusa, zarándoknő
- Alekszandr Nyikolajevics Osztrovszkij: Karrier (A négylábú is botlik)... Glumova
- Alekszandr Boriszovics Raszkin - Morisz Romanovics Szlobodszkij: Filmcsillag... Margaretha
- Jevdokimovics Kornyejcsuk: Bodzaliget... Natalja
- Tudor Musatescu: Titanic keringő... Chiriachita
- Emil František Burian: Születésnap... Zsófi
- Jókai Mór: A gazdag szegények... Kömény Zsuzsa
- Heltai Jenő: A tündérlaki lányok... Malvin néni
- Szirmai Albert – Bakonyi Károly – Gábor Andor: Mágnás Miska... Stefánia
- Mészöly Dezső: Éva lánya... Dadus
- Gyárfás Miklós: Egérút... Tóni néni, idős hölgy, aki minden pénzt megér
- Kertész Imre: Szerelem nem válóok... Mama
- Darvas József: Hajnali tűz... Ilonka néni
- Major Ottó: Határszélen... Kispörösné
- Nyíri Tibor: Menyasszonytánc... Özvegy Szilvásiné
- Bartos Ferenc – Baróti Géza: Mindent a mamáért... Özvegy Láng Lajosné
- Egri Viktor: Közös út... Nagyné
- Emőd Tamás: Mézeskalács... Öreg Jóskáné
- Urbán Ernő: Tűzkeresztség... Özvegy Zsiga Vendelné
- P. Horváth László: Bakonyi történet... Somogyi anyja
- Babay József: Három szegény szabólegény... Özv. Posztóné

## Filmek, tv
- Mondd a neved (1967)
- Körözés egy csütörtök körül (1967)... Martonné